# Гамзово
Гамзово (буг. Гъмзово) је село на северозападу Бугарске у општини Брегово у Видинској области. Према подацима пописа из 2021. године село је имало 515 становника. До 1934. године име села је било Ганзово (буг. Гънзово).
Село се налази у брдско-равничарском подручју испресецаном речицама. Кроз село пролази пут Видин-Брегово-Неготин. Од Брегова је удаљен 12 километара, а од Видина 17 километара.

## Историја
Село Гамзово се први пут помиње попису Видинског санџака 1454-1455 под називом Гамзова и као село са 30 кућа. У прошлости село су чиниле две махале, бугарска и влашка. Након 1862. године, када су Татари напустили јужни део Русије, село је настанило 50-60 татарских породица. Бавили су се земљорадњом и виноградарством. До ослобођења од Турака, Новоселски виногради су се налазили у Гамзову, а најчешће су биле заступљене сорте белог грожђа. Село је спаљивано 1876. и 1877. године од стране Турака због чега се доста становника одселило, а Татари су углавном отишли у Видин. Пре ослобођења од Турака у селу је било више махала које су имале свој говор и обичаје. Општеприхваћена теорија о пореклу назива села јесте да је добило име по гамзи, сорти винове лозе.
У селу постоје две цркве, старија посвећена Рођењу Пресвете Богородице и новија посвећена Светом Димитрију.

## Демографија
Гамзово је највеће село у општини Брегово по броју становника. Према подацима пописа из 2021. године село је имало 515 становника што је мање за 22% у односу на 2011. када је било 663 становника. Већину становништва чине Бугари.
| Етнички састав према попису из 2011.‍ | Етнички састав према попису из 2011.‍ | Етнички састав према попису из 2011.‍ | Етнички састав према попису из 2011.‍ | Етнички састав према попису из 2011.‍ |
| ------------------------------------ | ------------------------------------ | ------------------------------------ | ------------------------------------ | ------------------------------------ |
|                                      |                                      |                                      |                                      |                                      |
| Бугари                               | Бугари                               |                                      | 608                                  | 91,70%                               |
| Роми                                 | Роми                                 |                                      | 22                                   | 3,32%                                |
| Остали                               | Остали                               |                                      | 20                                   | 3,02%                                |
| Неопредељени                         | Неопредељени                         |                                      | 10                                   | 1,52%                                |
| Нису одговорили                      | Нису одговорили                      |                                      | 3                                    | 0,45%                                |